# 手錶定律
手錶定律（英語：Segal's law）是一句俗語：
一個戴著手表的人知道現在的时间，但戴兩塊手錶的人永遠不確定。
這句話是一種反諷修辭，只有一個標準時，做起事來往往比較從容，而如果有兩個或者多個標準，則會讓人變得無所適從。然而這句話也只是表面意義，告誡人們在做出決定時避免使用過多潛在衝突信息的潛在陷阱。